# SMS Lübeck
«Любек» (нім. SMS Lübeck) — військовий корабель, легкий крейсер типу «Бремен» Імперського флоту Німеччини. Перший корабель, названий на честь міста Любек. Брав участь у боях Першої світової війни.
«Любек» був закладений 12 травня 1903 року на верфі німецької компанії AG Vulcan Stettin у Штеттіні. 26 березня 1904 року він був спущений на воду, а 26 квітня 1905 року увійшов до складу Імперського флоту Німеччини.
«Любек» був четвертим у своєму класі з семи легких крейсерів класу «Бремен», побудованих для німецького Імперського флоту на початку 1900-х років. Він та його аналогічні кораблі були замовлені відповідно до Морського закону 1898 року, який вимагав будівництва нових крейсерів для заміни застарілих кораблів флоту. Конструкція класу «Бремен» була запозичена з попереднього класу «Газелле», з використанням більшого корпусу, що дозволило встановлювати додаткові котли, збільшивши в такий спосіб швидкість корабля. Названий на честь міста Любек, корабель був озброєний головною батареєю з десяти 10,5-см гармат і мав максимальну швидкість 22 вузли (41 км/год).
6 січня 1915 року німецькі крейсери «Принц Адальберт», «Тетіс», «Аугсбург» і «Любек» за підтримки декількох міноносців і субмарин здійснили рейд до острова Утьо в Архіпелаговому морі, де за даними розвідки була розташована база російських підводних човнів. Але атака була скасована.
1 липня 1915 року російські крейсери «Адмірал Макаров» (флагман), «Баян», «Богатир», «Олег», «Рюрик» та 8 есмінців під командуванням контрадмірала Бахірева М. К. вийшли в море для обстрілу Мемеля. У той же день загін німецьких кораблів (крейсери «Роон», «Аугсбург» (флагман) і «Любек», мінний крейсер «Альбатрос», 7 міноносців) вийшов для постановки мін поблизу маяка Бокшер біля Або-Аландського архіпелагу. Поставивши загородження, комодор фон Корф повідомив по радіо на базу про виконання завдання. Штаб російського флоту перехопив це донесення, розшифрував радіограму і сповістив свій загін. Це був перший в історії війни на морі випадок з використанням радіо для наведення своїх сил на ворога.
2 липня в результаті стався морський бій біля Готланда, який завершився з невизначеним результатом.
Корабель, у складі ударного угруповання флоту під командуванням віцеадмірала Шмідта, що складалося з 7 старих лінійних кораблів, 6 крейсерів, 24 ескадрених міноносців і міноносців, 1 мінного загороджувача, 14 тральщиків, 12 катерів-тральщиків, 2 проривачів мінних загороджень, брав участь у битві в Ризькій затоці, що почалася 8 серпня. 
9 чи 10 серпня «Любек» був атакований російським підводним човном «Гепард» біля Ірбенської протоки на вході в Ризьку затоку. «Гепард» випустив п'ять торпед з відстані 1200 м, але «Любек» успішно уникнув їх. 10 вересня він зазнав атаки авіації під час пришвартування у Віндау, але не був пошкоджений. 6 листопада «Любек» знову зазнав атаки з підводного човна союзників; на цей раз це був британський E8. Знову «Любеку» вдалося уникнути торпед і залишитися неушкодженим. З листопада по січень 1916 року він базувався у Віндау та Лібау.